# 제니퍼 호킨스
제니퍼 호킨스(영어: Jennifer Hawkins, 1983년 12월 22일 ~ )는 오스트레일리아의 모델, 브랜드 홍보 모델, 기업인, 텔레비전 진행자이다. 2004년에 열린 미스 유니버스 오스트레일리아, 미스 유니버스에서 우승한 것으로 유명하다.
텔레비전 프로그램 《도전! 수퍼모델 호주》(Australia's Next Top Model)의 진행자를 맡았으며 마이어(Myer), 러브레이블 인티메이츠(Lovable Intimates), 마운트 프랭클린 라이틀리 스파클링(Mount Franklin Lightly Sparkling), 랜드로버 레인지 로버(Land Rover Range Rover)의 모델로도 활동했다. 제니퍼 호킨스는 수영복 브랜드인 코지 바이 제니퍼 호킨스(Cozi by Jennifer Hawkins), 선탠 화장품 브랜드인 제이브론즈(Jbronze)의 설립자 겸 CEO이며 성장을 계속한 부동산 포트폴리오 관리자이기도 하다.

## 어린 시절
제니퍼 호킨스는 1983년 12월 22일에 뉴사우스웨일스주 홀름즈빌(Holmesville)에서 4명의 남매들 가운데 한 사람으로 태어났으며 현재는 시드니에 거주하고 있다. 뉴사우스웨일스주 웨스트월젠드(West Wallsend)에 위치한 웨스트월젠드 고등학교(West Wallsend High School)에 재학하던 동안에는 럭비 리그 클럽 뉴캐슬 나이츠(Newcastle Knights), 농구 클럽 헌트 피레이츠(Hunter Pirates)의 치어리더와 모델로도 활약했다.
제니퍼 호킨스의 모델 활동은 미스 유니버스(Miss Universe) 대회를 위한 미스 오스트레일리아(Miss Universe) 대회 참가로 이어졌다. 제니퍼 호킨스는 오스트레일리아 각지를 오가면서 힙합과 발레 공연을 펼친 댄스팀의 안무가로도 활동했다.

## 모델 경력

### 미스 유니버스
제니퍼 호킨스는 미스 유니버스 2004에 참여하기 이전에 2003년 대회에서 오스트레일리아 대표로 참가했던 미스 오스트레일리아인 애슐리아 탤벗(Ashlea Talbot)에 자문을 구했고 에콰도르로 가기 이전에 기본적인 스페인어를 배웠다. 제니퍼 호킨스는 미스 오스트레일리아에는 불참했지만 새롭게 창설된 미스 유니버스 오스트레일리아(Miss Universe Australia)의 첫 우승자가 되었다.
2004년 6월 1일에는 에콰도르의 키토에서 미스 유니버스가 개최되었다. 제니퍼 호킨스는 해당 대회가 열리기 1주일 전에 우승 후보 6위에 올랐다. 미스 유니버스 결선 준결승에서 오스트레일리아 대표가 진출한 것은 1993년 보니 델포스(Voni Delfos) 이후 처음이었다. 제니퍼 호킨스는 이브닝 가운 심사에서 상위 10위권에 올랐다. 보라(Bora)가 디자인을 맡았고 가격이 25,000 오스트레일리아 달러 상당에 달했던 제니퍼 호킨스의 구리색 이브닝 가운은 진기한 빈티지 양식을 띠고 있는 것이 특징이었다.
제니퍼 호킨스는 수영복 심사를 통해 상위 5위권에 올랐고 최종적으로는 미스 유니버스 타이틀을 차지하게 된다. 나머지 상위 4명은 하나같이 아메리카와 카리브 제도 대표(섄디 피네시(Shandi Finnessey, 미국, 2위), 알바 레예스(Alba Reyes, 푸에르토리코, 3위), 야니나 곤살레스(Yanina Gonzalez, 파라과이, 4위), 대니엘 존스(Danielle Jones, 트리니다드 토바고, 5위)였다. 제니퍼 호킨스는 1983년 미스 유니버스 우승자인 로레인 다운스(Lorraine Downes, 뉴질랜드) 이후에 오세아니아 출신 대표로는 처음으로 우승을 차지했고 1972년 푸에르토리코 도라도(Dorado)에서 열린 대회에서 우승한 케리 앤 웰스(Kerry Anne Wells) 이후에 오스트레일리아 대표로는 처음으로 우승을 차지했다. 공교롭게도 두 대회는 스페인어권 국가 및 지역에서 개최되었다.
미스 유니버스 2004의 진행자를 맡았던 빌리 부시는 "지하에서 번개가 쳤다"(thunder from down under)라는 소감을 발표했고 지난 대회 우승자인 도미니카 공화국 출신의 아멜리아 베가가 제니퍼 호킨스에게 왕관을 넘겨주었다. 제니퍼 호킨스는 미키모토(Mikimoto)에서 제작한 진주가 정교하게 박힌 왕관을 썼고 250,000 달러 상당의 높은 상금을 받았다. 제니퍼 호킨스는 1989년에 우승한 네덜란드 출신의 앙엘라 피서르(Angela Visser) 이후에 처음으로 우승한 금발 참가자이기도 하다.
제니퍼 호킨스는 미스 유니버스로서 미스 유니버스 조직위원회의 대표를 역임했다. 2004년에 열린 "자매 대회"의 우승자로는 셸리 헤니그(Shelley Hennig, 미스 틴 USA, 루이지애나주 출신), 섄디 피네시(Shandi Finnessey, 미스 USA, 미주리주 출신)가 있었다. 제니퍼 호킨스는 자신의 임기 동안에 대한민국, 바하마, 브라질, 체코, 독일, 그리스, 싱가포르, 인도네시아, 캐나다, 트리니다드 토바고, 인도, 에콰도르, 멕시코, 푸에르토리코를 여행했고 미스 유니버스 2005의 개최국인 태국, 자신의 모국인 오스트레일리아를 여러 차례 방문했다. 특히 브라질을 방문하던 동안에는 조제 알렝카르과 공식 회동을 가졌는데 알렝카르 부통령은 제니퍼 호킨스를 "내가 인생에서 본 사람들 중에서 가장 아름다운 소녀이다."라고 평가하기도 했다. 또한 2005년 2월에는 브라질에서 열린 카니발에서 이브(하와) 역할을 맡았고 삼바 스쿨의 퍼레이드에 참여한 최초의 미스 유니버스가 되었다. 제니퍼 호킨스는 미스 유니버스에게 부여된 임무의 일환으로 미스 유니버스 조직위원회에서 제공한 뉴욕의 강변 아파트에 거주하고 있었는데 당시에는 모델을 계속하면서 텔레비전 진행자가 되는 것을 희망한다고 밝혔다.
제니퍼 호킨스는 2004년 미스 유니버스에서 우승한 이후에 오스트레일리아의 쇼핑 센터인 웨스트필드 미란다에서 열린 패션 쇼에서 자신이 입은 드레스 자락이 바닥에서 비틀거리는 사고를 당했는데 놀란 관객들 앞에서 빨간색 G스트링만 남고 피부가 노출되는 사고를 당했다고 한다. 제니퍼 호킨스는 나중에 사과하면서 웃으면서 좋은 속옷을 입히고 싶었다고 밝혔다. 이 사건은 오스트레일리아의 방송국인 나인 네트워크로부터 "오스트레일리아의 텔레비전에서 지금까지 공개된 가장 부끄러운 순간"이라는 불확실한 명예를 받았다. 제니퍼 호킨스의 "의상 불량"(wardrobe malfunction)은 오스트레일리아의 언론을 통해서 널리 알려졌다. 특히 구글에서는 "Jennifer Hawkins"의 인터넷 검색이 급증했다고 한다.
제니퍼 호킨스는 베트남에서 열린 미스 유니버스 2008 결선에서 심사위원을 역임했다.

### 텔레비전 프로그램 출연
제니퍼 호킨스는 2004년 멜버른 컵 카니발에서 세븐 네트워크와 계약을 체결했다. 시청자들이 전 세계 각지를 여행하는 내용을 담은 세븐 네트워크의 프로그램인 《그레이트 아웃도어스》(The Great Outdoors)에서는 게스트로 출연했다. 미스 유니버스의 임기가 끝난 이후에는 해당 프로그램의 정규 진행자가 되었고 2006년 로기상에서는 가장 인기 있는 신인 여자 탤런트(Most Popular New Female Talent)를 수상했다. 해당 프로그램은 2009년 이후에 새로운 에피소드가 제작되지 않았다.
2008년 8월에는 세븐 네트워크에서 방영된 모델 오디션 프로그램인 《메이크 미 어 슈퍼모델》(Make Me a Supermodel)의 오스트레일리아 버전 프로그램에서 진행자, 심사위원 가운데 한 사람으로 참여했는데 해당 시리즈는 1시즌 동안 방영되었다. 2010년 8월에는 제니퍼 호킨스가 세븐 네트워크와의 계약이 만료되면서 나인 네트워크로 자리를 옮겼다는 언론 매체들의 보도가 있었다.
제니퍼 호킨스는 폭스8(Fox8)에서 방영된 모델 오디션 프로그램이자 《도전! 슈퍼모델》의 오스트레일리아 버전 프로그램인 《도전! 수퍼모델 호주》(Australia's Next Top Model)의 8번째(2013년 방영), 9번째(2015년 방영), 10번째 시즌(2016년 방영)에서 세라 머독(Sarah Murdoch)의 뒤를 이어 진행자를 맡았다.

### 그 외의 작품 출연
제니퍼 호킨스는 세븐 네트워크에서 방영된 댄스 경연 프로그램인 《댄싱 위드 더 스타》(Dancing with the Stars)의 오스트레일리아 버전 프로그램의 4번째 시즌에 출연했다. 2006년 1월 15일에 세븐 네트워크에서 방영된 《딜 오어 노 딜》(Deal or No Deal)의 오스트레일리아 버전 프로그램에서는 《댄싱 위드 더 스타》의 유명인 버전인 《댄싱 위드 더 딜》(Dancing with the Deal)에 출연했는데 제니퍼 호킨스는 모든 거래를 거절하면서 상금 2,000 달러를 획득했다.
제니퍼 호킨스는 가이 서배스천(Guy Sebastian)의 3집 앨범인 《Closer to the Sun》의 2번째 싱글인 〈Elevator Love〉의 뮤직비디오에서는 가이 서배스천의 연인으로 출연했다.

### 브랜드 모델 활동
2005년 7월에는 유니레버의 개인 위생 및 스킨 케어 브랜드인 럭스와의 계약을 체결하면서 오스트레일리아와 뉴질랜드의 대표 모델로 활동했다. 2006년 9월에는 오스트레일리아의 란제리 브랜드인 러브에이블 오스트레일리아(Lovable Australia)와 3년 계약을 체결했다.
2006년 8월에는 홍콩의 헨더슨 토지 개발과 홍콩 중화 가스의 합작으로 설립된 대형 쇼핑몰인 그랜드 워터프론트(Grand Waterfront)의 홍보대사로 임명되었다. 특히 제니퍼 호킨스의 전체 컬러 사진은 중국의 몇몇 신문에서 광고로 등장했다. 제니퍼 호킨스가 출연한 개발 홍보 광고는 홍콩의 텔레비전 프라임타임에 방영되었다.
2006년에는 오스트레일리아의 화장품 브랜드인 커버걸(Covergirl)과의 계약을 체결했다. 2006년 11월에는 오스트레일리아 시드니에서 다양한 종류의 에이수스(ASUS) 랩톱 컴퓨터를 홍보했다. 에이수스는 핑크 S6 스페셜 에디션의 이베이(EBay) 판매 수익금을 국립 유방암 재단에 기증했다.
2007년 1월에는 오스트레일리아의 백화점 마이어(Myer)와 400만 오스트레일리아 달러 상당의 계약을 체결했다. 2007년 8월 9일에는 남성 잡지 《주 매거진》(Zoo Magazine)이 제니퍼 호킨스에게 50,000 달러 상당의 누드 모델 제안을 했지만 이를 거절했다. 2008년에는 자신의 이름을 딴 수영복 브랜드를 개발하기 위해 마이어에 접근했고 8개월 만에 코지 바이 제니퍼 호킨스(Cozi by Jennifer Hawkins)를 출시했다.
2010년 1월 6일에는 자신의 몸에 대한 긍정적인 사고 방식과 버터플라이 재단(Butterfly Foundation)을 지지하기 위해 《마리끌레르》(Marie claire) 오스트레일리아판의 2010년 2월호 표지에 편집을 가하지 않은 자신의 누드 사진을 게재했다.
2011년에는 랜드로버 레인지 로버(Land Rover Range Rover)의 모델로 발탁되었으며 오스트레일리아의 신발 브랜드인 사이렌(Siren)과의 협업을 통해 JLH 포 사이렌(JLH for Siren)이라는 서명 범위를 개발했다. 2011년에는 코카콜라 아마틸(Coca-Cola Amatil)의 생수 브랜드인 마운트 프랭클린 라이틀리 스파클링(Mount Franklin Lightly Sparkling)과의 계약을 체결했다. 또한 코지(Cozi) 브랜드의 프린트를 라이센스화하고 지속적인 생수병 디자인의 협업을 형성했다.
2012년에는 폭스텔(Foxtel)이 제니퍼 호킨스에게 《도전! 수퍼모델 호주》(Australia's Next Top Model)의 새로운 진행자와 심사위원으로 활동해 줄 것을 요청했고 호킨스는 세라 머독의 뒤를 이어 해당 프로그램의 새로운 진행자, 심사위원으로 활동하게 된다. 2013년에는 3년 동안에 걸친 계획과 개발을 거친 자신의 이름을 딴 선탠 화장품 브랜드인 제이브론즈(Jbronze)를 출시했다.
2014년에는 오스트레일리아의 대형 부동산 개발 회사인 존슨 프로퍼티 그룹(Johnson Property Group)이 새로 개발한 레이크매쿼리(Lake Macquarie)의 트리니티 포인트(Trinity Point)로부터 제니퍼 호킨스가 어린 시절의 대부분을 보냈던 인근 지역의 모델로 활동해 줄 것을 요청받았다. 2015년에는 호바트 시티 센터(Hobart City Centre)에 마이어의 새로운 점포를 개설했다. 원래 점포는 2007년 9월에 일어난 화재로 인해 소실되었다.

## 대중적인 이미지

### 대중의 반응
제니퍼 호킨스는 대중들로부터 좋은 평가를 받았다. 2006년 8월에는 배서스트(Bathurst)의 학교에 재학 중이던 학생인 대니얼 디블리(Daniel Dibley)로부터 12학년 졸업 기념 무도회에 초청을 받았다. 제니퍼 호킨스는 나중에 다른 커플로부터 관심을 끌고 싶지 않았기 때문에 거절했지만 대니얼 디블리와 사적인 데이트를 하기로 동의했다.

### 사생활
제니퍼 호킨스는 2013년 6월 4일에 8년 동안에 걸쳐 교제한 자신의 남자친구인 제이크 월(Jake Wall)과 결혼했고 인도네시아 발리섬에 위치한 휴양지에서 작은 결혼식을 올렸다. 두 사람은 제이크 월이 뉴질랜드에서 제니퍼 호킨스와 청혼한 이후에 18개월 동안에 걸쳐 약혼 상태에 있었다.